# Anisonyx hilaris
Anisonyx hilaris är en skalbaggsart som beskrevs av Louis Albert Péringuey 1902. Anisonyx hilaris ingår i släktet Anisonyx och familjen Melolonthidae. Inga underarter finns listade i Catalogue of Life.